# Balada de la garsa i l'esmerla
La «Balada de la garsa i l'esmerla» és un poema de temàtica amorosa escrit per Joan Roís de Corella al segle xv. Modernament se n'han fet versions musicades, com les de Guillermina Motta, amb el títol Si no girau los vostres ulls, Raimon, Josep Tero i Dropo.

## Títol
Durant l'edat mitjana i encara en el Renaixement, era habitual que els autors no titularen els poemes. Així, Balada de la garça y la smerla és el títol que va imposar l'editor Ramon Miquel i Planas en la primera edició crítica de textos corellans publicada el 1913 i el que ha fet més fortuna entre els crítics i editors posteriors, amb la grafia ja normalitzada. És un títol mixt: remàtic, en la mesura que remet al subgènere de la segona part del poema (versos 11-25), i temàtic (com és freqüent en la majoria de titulacions no autorials), ja que en el poema se’ns parla, efectivament, d'una garsa i d'una esmerla que entonen una balada. A vegades trobem el poema indexat amb el títol Ab los peus verds, los ulls e celles negres (com ara en el RIALC), que procedeix del primer vers.

## Mètrica i versificació
Formalment, el poema es divideix en dos blocs:
El primer, que fa d'introducció, està conformat per deu versos decasíl·labs cesurats a minore (l'anomenat decasíl·lab clàssic, prototípic del Segle d'Or). Tots els versos acaben en paraula plana (rima femenina) i la posició quarta, immediatament prèvia a la cesura, és ocupada per monosíl·labs en set dels deu versos. Observem dos hiats als versos 2 i 5 (vista / una; estava / una), tres sinalefes als versos 5, 7 i 9 (I al; no és; I ab) i una elisió al vers 5 (una esmerla), explícita en la grafia original. Els deu versos s'articulen mètricament en una octava clàssica, d'estructura bimembre en dos quartets (la més utilitzada en la poesia catalana medieval), a la qual s'ha afegit un apariat. L'octava presenta una distribució de quatre rimes creuades (A’B’B’A’ C’D'D'C’) —femenines com ja s'ha dit— que rep la denominació de cobla creu-creuada. L'apariat afegeix una cinquena rima (EE).
El segon bloc, que correspon a la «balada» estricta, està format per quinze versos organitzats en tres quintets anisosil·làbics que alternen, cadascun d'ells, tres octosíl·labs i dos tetrasíl·labs de forma encadenada. Els octosíl·labs presenten cesura masculina (el primer hemistiqui acaba en paraula aguda), excepció feta del vers 20 on, tot conservant l'accent en la quarta síl·laba, l'accent recau en una paraula plana que fa impossible la cesura. Encara en relació al sil·labisme, trobem un únic hiat al vers 20 (que ara), precisament el mateix que no presenta cesura, cosa que reforça l'estranyesa d'aquest vers; també hi ha dues elisions inequívoques als versos 21 (que el) i 23 (que em) i tres sinalefes als vrsos 20 (no em), 18 (no es) i 21 (no em). Quant a l'accent, cal afegir que la cesura masculina dels octosíl·labs i el fet que els tetrasíl·labs acaben en paraula aguda s'afegeix a la cesura i a l'accent en quarta síl·laba dels versos del primer bloc, creant un efecte rítmic regular i constant al llarg de tot el poema que reforça la seua musicalitat. La rima és encadenada i masculina (ababa cdcdc ababa).
Aquest segon bloc és presentat a l'apariat immediatament anterior com una «balada». Val a dir que, en la tradició catalana, una balada era originalment una tirallonga conformada habitualment per versos llargs i monorrims que evoluciona formalment i que, a partir del segle xiv, és ja una composició generalment formada per tres estrofes i una tornada de mitja estrofa. Amb tot, la composició que presenta Corella s'ajusta més al virolai, un subgènere d'origen popular francès, destinat a ser cantat i ballat, que conté un refrany, d'una o diverses estrofes, i una tornada que el repeteix amb variacions. Ací, el refrany seria el primer quintet i la tornada, el tercer (on es modifica lleument els tres primers versos i deixa idèntics els dos darrers). El mateix nom de «balada» (una composició d'arrel trobadoresca) suggereix una continuïtat amb la lírica occitana que apareix també en altres aspectes del poema.